# Жень Цянь
Жень Цянь (кит.: 任茜, 20 лютого 2001, Сичуань, Китай) — китайська стрибунка у воду, олімпійська чемпіонка 2016 року.

## Виступи на Олімпіадах
| Олімпіада | Дисципліна                  | Місце |
| --------- | --------------------------- | ----- |
| Ріо 2016  | стрибки з 10-метрової вишки | 1     |